# واراشتاین
شهر واراشتاین (به آلمانی: Warstein) در ایالت نوردراین-وستفالن در کشور آلمان واقع شده‌است.